# Корейська балада
Корейська балада, також відоме як K-Балада (доволі часто південнокорейці називають її просто баладою кор. 발라드) — музичний стиль в Південній Кореї й жанр, в якому соул та ритм-енд-блюз поєднуються відповідно до корейських настроїв. Жанр набув популярності у 1980-х роках та вплинув на багато різних музичних стилів та еволюціонував у них.

## Зародження
Виникнувши на основі міжнародної сентиментальної балади, корейські балади стали національно визнаним і надзвичайно популярним музичним стилем у Кореї. Павер-балади, зокрема пісні Барбари Стрейзанд та Лайонела Річі, сприяли зростанню та популярності балади як жанру в межах країни. Набуваючи популярності поряд з тротом в 1960-х роках, баладу визначали як «повільна пісня про кохання, побудована на західних семи нотних гамах». Однак лише у 1980-х роках балади стали популярними в мейнстрімній корейській культурі. Завдяки своїй популярності в корейських ЗМІ, корейська балада вплинула на багато різних музичних стилів і еволюціонувала в них.

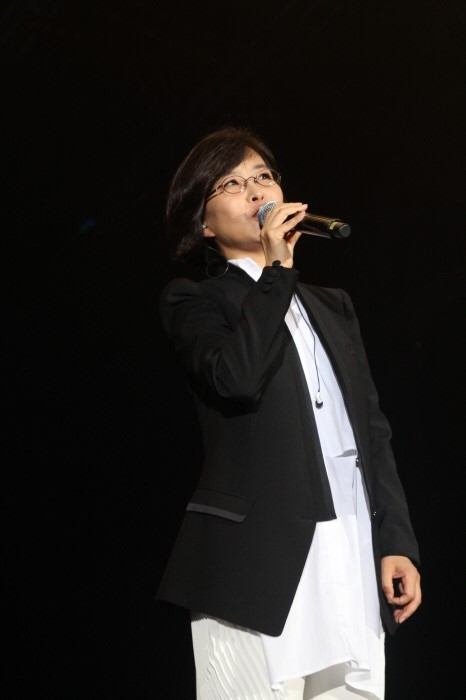
Популярна виконавиця жанру Лі Синхі.

Згідно з аналізом баладних пісень у книзі «Made in Korea: Studies in Popular Music», балади, як правило, мають наступний музичний стиль:
«вступ-А (куплет)-А-Б-приспів-інтерлюдія-А (Б)-брідж-приспів-кінець…..[де]… Куплет, або розділ А, зазвичай складається з восьми тактів, а його повтор позначається як А. Розділ А зазвичай починаєтьсяся спокійно й поступово переходить у розділ Б, або приспів. Брідж перед останнім приспівом допомагав поступово посилити емоції, модулюючи в іншу тональність або за допомогою більш грандіозного аранжування. Нарешті, в кінці, акомпанемент зупинявся або зникав»
Зберігаючи теми, пов'язані з коханням і втратою, пісні на перетині балади та інших жанрів можуть включати нетипові інструменти або відрізнятися за музичним стилем і рівнем виразності.
Популярні виконавці жанру балад — Лі Мун Се, Сін Син Хун та Лі Синхі.
| Пісня                      | Виконавець   | Рік  | Автор пісні |
| -------------------------- | ------------ | ---- | ----------- |
| «I Don't Know Yet»         | Лі Мун Се    | 1985 | Лі Йон Хун  |
| «Being on My Own»          | Пьон Чін Соп | 1988 | Ха Кван Хун |
| «Empty Heart»              | Лі Син Хван  | 1989 | О Те Хо     |
| «Invisible Love»           | Сін Син Хун  | 1991 | Невідомо    |
| «You Reflected in a Smile» | Сін Син Хун  | 1991 | Невідомо    |
| «To Heaven»                | Чо Сун Мо    | 1998 | Невідомо    |

## Перетини з іншими музичними жанрами

### Балади та трот
Як «фонова музика епохи Пак» (мається на увазі диктатура Пак Чонхі з 1963 по 1979 роки), трот музика також була надзвичайно популярним музичним стилем у Південній Кореї. Здобувши популярність під час японського колоніального періоду Кореї, вона зазнала іноземних впливів, зокрема, західних інструментів та японської пентатонічної мінорної гами. Популярні співаки троту, зокрема Чо Йонпіль, використовували швидкий темп і веселий музичний стиль, що неодноразово змінювався протягом сучасної корейської історії, щоб завоювати популярність серед споживачів. Завдяки навичкам, необхідним для виконання пісень троту, популярні співаки перейшли до балад через їхній «легкий для прослуховування» стиль. На відміну від пісень троту, що запозичили техніку співу, таку як вібрація та зміна висоти тону, зі старіших жанрів, таких як пансорі, баладні пісні є повільними, але простими за стилем співу.

### Балади та поп
Дебютувавши в 1976 році, поп баладу Хей Юнйі «You Wouldn't Know» (당신은 모르실거야) з її повільним, меланхолійним ритмом, надзвичайно добре сприйняли у суспільстві.

### Балади та рок
Завдяки більшому акценту на ритмі, а також включенню інструментів, найближчих до рок-музики, таких як барабани та гітара, рок-балади можуть розвивати швидший темп й більшу потужність, ніж класичні сентиментальні балади. Пісня Їм Джебома «For You» (임재범 너를 위해; 2000) починається м'яко, з клавішних мотивів, що супроводжують його спів. Однак пісня швидко наростає, з кожним приспівом стає голоснішою, ніж раніше, разом із барабанним акомпанементом. Коли пісня продовжується, емоції пісні передаються соло на електрогітарі. Серед інших популярних рок-баладних гуртів — Boohwal.
Початкова хвиля популярності рок-музики в Кореї закінчилася ще до підйому балад у 1980-х роках. Однак відродження жанру з того часу дозволило провести нові експерименти в межах жанру.

### Інші перетини
Фолк музика Кореї виникла під час антиурядових рухів у 1970-х роках, що складалися переважно зі студентів коледжів. Через свою простоту (використання лише декількох інструментів) вона є легкою у виконанні, від чого її народна назва, t'ong g'ita («бочкова гітара»), походить на честь бочки, на якій люди сидять під час гри на інструментах.

#### Балади та фолк
Популярна виконавиця Лі Сунхі має багато пісень, що представляють «корейську інтерпретацію американської фолк музики» з акцентом на акустичній гітарі, як, наприклад, її пісня «If You Love Me» (그대가 나를 사랑하신다면; 1991). Ця пісня розповідає про те, що має відчувати людина, якщо вона по-справжньому закохана, і як це має проявлятися в її діях стосовно коханої людини (співачки). Протягом усієї пісні мелодія фортепіано супроводжує голос Лі Сунхі, доки не переходить у повільніші, більш меланхолійні приспіви, де місце фортепіано займає м'яке звучання акустичної гітари.